# Typicité
La typicité (en anglais typicity, en italien tipicità) est un terme de la dégustation du vin utilisé depuis le début des années 70 pour décrire le degré qu’a un vin à refléter les qualités conférées à son terroir, son ou ses cépages et les savoir-faire entourant son élaboration.

## Contexte
A partir de 1945, la dégustation des vins évolue : les vignerons souhaitant obtenir une appellation d'origine contrôlée doivent, dans certains vignobles, obtenir un agrément pour leur vin. Pour classer les différents vins, les critères d'agréments sont peu à peu basés sur des profils aromatiques similaires. A cet effet, l'INAO et les professionnels impliqués dans ce type de dégustation commencent à utiliser un vocabulaire commun pour caractériser chaque type de vin. Dans ce contexte apparaît en 1966 la première mention de typicité,, terme qui est défini en 1972. L'agrément devient totalement obligatoire en France en 1974 et l'INAO parvient petit à petit à internationaliser ce terme,.

## Généralités
C’est un composant important lors des concours des vins lorsque des vins d’une même variété doivent être jugés l’un contre l’autre. La typicité est associée au sol, au cépage et à l’histoire du savoir-faire de ce terroir viticole.
Dans certains pays, comme en Autriche, la typicité est utilisée comme une partie de la hiérarchie qualitative prenant en considération le sol, le climat et le millésime. C’est un concept similaire au terroir français, cependant moins controversé, le Qualitätswein autrichien (littéralement « vin de qualité ») est testé pour la typicité avec une impression sur l’étiquette de la classification.
Dans la règlementation européenne, l’AOP (en France AOC) est censée refléter le terroir, autrement dit sa typicité.
Comme concept, la typicité repose à la fois sur les précédents historiques et les sentiments actuels du goût que peut avoir une variété. Ceci peut être considéré comme une mesure subjective et non fiable, ouvrant à un certain élitisme et critiqué par certains, comme Sean Thackrey (vigneron américain), comme du racisme viticole.